# Europese weg 571
De Europese Weg 571 of E571 is een Europese weg die loopt van Bratislava in Slowakije naar Košice in Slowakije.

## Algemeen
De Europese weg 571 is een Klasse B-verbindingsweg en verbindt het Slowaakse Bratislava met het Slowaakse Košice en komt hiermee op een afstand van ongeveer 400 kilometer. De route is door de UNECE als volgt vastgelegd: Bratislava - Zvolen - Košice.